# Dhimitër Beratti
Dhimitër Beratti lub Dhimitër Berati (wł. Demetrio Berati, ur. 15 października 1886 w Korczy, zm. 8 września 1970 w Rzymie) – albański polityk i dyplomata, jeden z sygnatariuszy Albańskiej Deklaracji Niepodległości.

## Życiorys
Beratti był etnicznie Arumunem. W dzieciństwie wraz z rodzicami wyjechał do Rumunii, gdzie Dhimitër ukończył studia prawnicze na Uniwersytecie w Bukareszcie. Na teren Albanii wrócił w 1907 roku, gdzie był dyrektorem szkoły wieczorowej oraz nauczycielem języka albańskiego.
W kwietniu 1910 roku wziął udział w drugim kongresie manastirskim, gdzie opracowywano zasady pisowni języka albańskiego.
W listopadzie 1912 roku zorganizował w Bukareszcie, gdzie został wybrany delegatem w zgromadzeniu Wlory. W latach 1913–1914 był głównym koordynatorem albańskich szpitali.
Po I wojnie światowej był jednym z reprezentantów Albanii na konferencji pokojowej w Paryżu; sam w Paryżu przebywał do 1921 roku. Następnie był związany z albańskim Ministerstwem Zdrowia; w 1922 roku był pierwszym sekretarzem tego ministerstwa, a w latach 1922-1924 pełnił funkcję jego departamentu politycznego.
W 1924 roku brał udział w pracach Międzynarodowej Komisji Granicznej na granicy albańsko-jugosłowiańskiej.
W latach 1932–1934 pełnił funkcję sekretarza stanu w albańskim rządzie. Od 15 lipca 1934 do 7 listopada 1936 był ministrem finansów, jednocześnie od 30 sierpnia do 16 października 1935 roku pełnił funkcję ministra edukacji. Jako minister finansów negocjował z Włochami porozumienie gospodarcze, które obie strony podpisały dnia 19 marca 1936 roku; wynikiem porozumienia było odprężenie w stosunkach włosko-albańskich i ożywienie albańskiej gospodarki z pomocą Włoch, w zamian za przejęcie przez Włochy portu w Durrës oraz za umożliwienie Włochom kontroli działalności finansowej i handlu zagranicznego Albanii.
W latach 1936–1937 był sekretarzem albańskiego Ministerstwa Spraw Zagranicznych, następnie w latach 1937-1939 był pełnomocnikiem w albańskiej ambasadzie w Rzymie.
Gdy Albania stała się włoskim protektoratem, Beratti pracował początkowo w Urzędzie Upadłościowym, a w kwietniu 1940 brał udział w utworzeniu Królewskiego Instytutu Albanologii.
Od 3 grudnia 1941 do 4 stycznia 1943 pełnił funkcję ministra kultury. Wycofał się następniez polityki, następnie należał do zarządu jednej ze spółdzielni handlowo-rolniczych.
W lutym 1944 opuścił Albanię i zamieszkał w Rzymie, gdzie pisał artykuły dla czasopisma Shejëzat.
Zmarł 8 września 1970 w Rzymie z powodu obrażeń poniesionych w wypadku samochodowym.

## Książki
- Albania and the Albanians (1920)[7]
- La question Albanaise (1920)[7]
- Shqipëria (1944, 2 tomy)[8][6]